# Amy Krouse Rosenthal
Amy Krouse Rosenthal (ur. 29 kwietnia 1965 w Chicago, zm. 13 marca 2017 tamże) – amerykańska pisarka książek dla dzieci.

## Biografia
Była autorką wielu bestsellerowych książek dla dzieci i dorosłych, które znalazły się na liście New York Times, a także nagrała krótkometrażowe filmy na YouTube. W 2015 zachorowała na raka jajnika i zmarła 13 marca 2017.

## Książki
- Little Hoot
- Little Pea
- Wumbers
- Little Oink
- Week in the Life of Me
- Holy Cow: Thank You So Much! (Thank-You Cards)
- Maryland Curiosities: Quirky Characters, Roadside Oddities & Other Offbeat Stuff
- Holy Cow: Memo Books (Set of 3 Notebooks)
- Karma Checks 60 Checks to Keep the World in Balance
- The Bride-To-Be Book: A Journal of Memories from the Proposal to "I Do"
- Highlights of Your Life
- The Grandparent Book: A Keepsake Journal
- Your Birthday Book: A Keepsake Journal
- Encyclopedia of an Ordinary Life
- THE LITTLE BOOKS BOX SET
- Das kleine Ferkel, das immer aufräumen wollte
- Duck! Rabbit!
- The Belly Book: A Nine-Month Journal for You and Your Growing Belly
- My Baby Book: A Keepsake Journal for Baby's First Year
- The Big Sibling Journal: Baby's First Year According to Me
- Wordles
- Encyclopedia of Me: My Life from A-Z